# 1801 Титикака
1801 Титикака (енгл. 1801 Titicaca) је астероид главног астероидног појаса. Приближан пречник астероида је 23,18 km,
а средња удаљеност астероида од Сунца износи 3,024 астрономских јединица (АЈ).
Инклинација (нагиб) орбите у односу на раван еклиптике је 10,963 степени, а орбитални период износи 1921,116 дана (5,259 година). Ексцентрицитет орбите астероида износи 0,071.
Апсолутна магнитуда астероида износи 11,00 а геометријски албедо 0,130.
Астероид је откривен 23. септембра 1952. године.